# Aaron Himelstein
Aaron Himelstein (* 10. října 1985, Buffalo Grove, USA) je americký herec.

## Kariéra
Od počátku své kariéry je spíše epizodním hercem v seriálech. Přesto hrál jednu z hlavních rolí v seriálu Joan z Arkádie, kde působil mezi lety 2003 až 2005. Zahrál si také mladého Austina Powerse ve filmu Austin Powers - Goldmember z roku 2002.
Účinkoval také ve filmu Všechny moje lásky, kde hrají například John a Joan Cusackovi, Tim Robbins nebo Catherine Zeta-Jones, a také ve snímku Atentát na střední s Brucem Willisem a Mischou Barton v hlavních rolích.
Objevil se také v seriálech Kauzy z Bostonu nebo Dr. House. Sám napsal, režíroval a stříhal svůj krátkometrážní film Sugar Mountain z roku 2005.

## Osobní život
Je velkým přítelem herců Michaela Welche a Chrise Marquetta, se kterými hraje v seriálu Joan z Arkádie.

## Ocenění

### Vítěz
- 2005, cena na festivalu Method Fest – nejlepší krátký film, za film Sugar Mountain
- 2005, cena na festivalu Indianapolis International Film Festival – cena obecenstva, nejlepší film, za film Sugar Mountain

## Filmografie
- 1999 – Cupid (TV seriál)
- 2000 – Všechny moje lásky
- 2001 – What about Joan (TV seriál)
- 2002 – Austin Powers - Goldmember
- 2003 – Titletown (TV film), Bostonská střední (TV seriál), Joan z Arkádie (TV seriál)
- 2004 – Mladý Artie Feldman, North Shore (TV seriál), Significant Others (TV seriál), Dr. House (TV seriál)
- 2006 – Vegas Baby (TV film), Fast Food Nation, Down the P.C.H., Všichni milují Mandy Lane, Las Vegas: Kasino (TV seriál)
- 2007 – Remember the Daze, Cestovatel (TV seriál)
- 2008 – Atentát na střední, Informátoři
- 2009 – Asistenti, Fault Line, Community (TV seriál)